# Talaveruela de la Vera
Talaveruela de la Vera település Spanyolországban, Cáceres tartományban. Talaveruela de la Vera Valverde de la Vera, Losar de la Vera, Viandar de la Vera és Navalonguilla községekkel határos. Lakosainak száma 301 fő (2024).

## Népesség
A település népessége az elmúlt években az alábbi módon változott:
| Lakosok száma | 444  | 413  | 378  | 365  | 392  | 350  | 334  | 319  | 316  | 301  |
|               | 2001 | 2004 | 2006 | 2009 | 2011 | 2014 | 2016 | 2019 | 2021 | 2024 |